# Eleições legislativas de 2009 em Oeiras

## Resultados Oficiais
| Partido                 | Partido                        | Votos   | %               | +/-   |
| ----------------------- | ------------------------------ | ------- | --------------- | ----- |
|                         | Partido Socialista             | 32 195  | 34,61 / 100,00  | 6,30  |
|                         | Partido Social Democrata       | 26 833  | 28,85 / 100,00  | 3,04  |
|                         | CDS – Partido Popular          | 10 965  | 11,79 / 100,00  | 1,58  |
|                         | Bloco de Esquerda              | 9 748   | 10,48 / 100,00  | 0,59  |
|                         | Coligação Democrática Unitária | 7 235   | 7,78 / 100,00   | 0,10  |
|                         | Outros                         | 3 077   | 3,30 / 100,00   |       |
| Votos Inválidos         | Votos Inválidos                | 2 964   | 3,18 / 100,00   | 0,38  |
| Total                   | Total                          | 93 017  | 100,00 / 100,00 |       |
| Eleitorado/Participação | Eleitorado/Participação        | 142 994 | 65,05 / 100,00  | 3,84  |
| Fonte                   | Fonte                          | [ 1 ]   | [ 1 ]           | [ 1 ] |

## Resultados por Freguesia
Os resultados seguintes referem-se aos partidos que obtiveram mais de 1,00% dos votos:
| Freguesia                    | %     | %     | %     | %     | %     | Votantes |
| Freguesia                    | PS    | PSD   | CDS   | BE    | CDU   | Votantes |
| ---------------------------- | ----- | ----- | ----- | ----- | ----- | -------- |
| Algés                        | 32,69 | 33,46 | 12,33 | 9,00  | 6,75  | 12 413   |
| Barcarena                    | 38,52 | 21,68 | 11,01 | 11,34 | 10,24 | 6 911    |
| Carnaxide                    | 35,59 | 27,23 | 11,42 | 10,40 | 8,62  | 12 062   |
| Caxias                       | 33,64 | 28,85 | 13,72 | 10,37 | 6,78  | 4 367    |
| Cruz Quebrada - Dafundo      | 40,61 | 22,29 | 8,67  | 11,29 | 10,56 | 3 391    |
| Linda-a-Velha                | 35,72 | 28,66 | 10,67 | 10,67 | 7,76  | 12 479   |
| Oeiras e São Julião da Barra | 31,40 | 33,75 | 13,09 | 9,98  | 5,64  | 20 235   |
| Paço de Arcos                | 31,76 | 30,33 | 12,79 | 10,70 | 7,81  | 8 114    |
| Porto Salvo                  | 39,43 | 19,59 | 10,81 | 12,92 | 10,10 | 6 921    |
| Queijas                      | 36,23 | 27,07 | 10,40 | 10,53 | 9,03  | 6 124    |
| Oeiras                       | 34,61 | 28,85 | 11,79 | 10,48 | 7,78  | 93 017   |

#### Algés
| Partido                 | Partido                        | Votos  | %               | +/-  |
| ----------------------- | ------------------------------ | ------ | --------------- | ---- |
|                         | Partido Social Democrata       | 4 153  | 33,46 / 100,00  | 5,69 |
|                         | Partido Socialista             | 4 058  | 32,69 / 100,00  | 6,26 |
|                         | CDS – Partido Popular          | 1 531  | 12,33 / 100,00  | 0,68 |
|                         | Bloco de Esquerda              | 1 117  | 9,00 / 100,00   | 0,57 |
|                         | Coligação Democrática Unitária | 838    | 6,75 / 100,00   | 0,16 |
|                         | Movimento Esperança Portugal   | 144    | 1,16 / 100,00   | Novo |
|                         | Outros                         | 239    | 1,93 / 100,00   |      |
| Votos Inválidos         | Votos Inválidos                | 333    | 2,68 / 100,00   | 1,19 |
| Total                   | Total                          | 12 413 | 100,00 / 100,00 |      |
| Eleitorado/Participação | Eleitorado/Participação        | 19 062 | 65,12 / 100,00  | 4,02 |

#### Barcarena
| Partido                 | Partido                        | Votos  | %               | +/-  |
| ----------------------- | ------------------------------ | ------ | --------------- | ---- |
|                         | Partido Socialista             | 2 662  | 38,52 / 100,00  | 6,92 |
|                         | Partido Social Democrata       | 1 498  | 21,68 / 100,00  | 1,44 |
|                         | Bloco de Esquerda              | 784    | 11,34 / 100,00  | 1,13 |
|                         | CDS – Partido Popular          | 761    | 11,01 / 100,00  | 3,86 |
|                         | Coligação Democrática Unitária | 708    | 10,24 / 100,00  | 0,92 |
|                         | PCTP/MRPP                      | 65     | 1,00 / 100,00   | 0,03 |
|                         | Outros                         | 200    | 2,88 / 100,00   |      |
| Votos Inválidos         | Votos Inválidos                | 229    | 3,31 / 100,00   | 0,07 |
| Total                   | Total                          | 6 911  | 100,00 / 100,00 |      |
| Eleitorado/Participação | Eleitorado/Participação        | 10 417 | 66,34 / 100,00  | 3,11 |

#### Carnaxide
| Partido                 | Partido                        | Votos  | %               | +/-  |
| ----------------------- | ------------------------------ | ------ | --------------- | ---- |
|                         | Partido Socialista             | 4 293  | 35,59 / 100,00  | 5,91 |
|                         | Partido Social Democrata       | 3 285  | 27,23 / 100,00  | 2,74 |
|                         | CDS – Partido Popular          | 1 377  | 11,42 / 100,00  | 2,69 |
|                         | Bloco de Esquerda              | 1 254  | 10,40 / 100,00  | 0,36 |
|                         | Coligação Democrática Unitária | 1 040  | 8,62 / 100,00   | 0,09 |
|                         | Outros                         | 370    | 3,08 / 100,00   |      |
| Votos Inválidos         | Votos Inválidos                | 443    | 3,67 / 100,00   | 0,13 |
| Total                   | Total                          | 12 062 | 100,00 / 100,00 |      |
| Eleitorado/Participação | Eleitorado/Participação        | 18 808 | 64,13 / 100,00  | 5,80 |

#### Caxias
| Partido                 | Partido                        | Votos | %               | +/-  |
| ----------------------- | ------------------------------ | ----- | --------------- | ---- |
|                         | Partido Socialista             | 1 469 | 33,64 / 100,00  | 6,58 |
|                         | Partido Social Democrata       | 1 260 | 28,85 / 100,00  | 3,53 |
|                         | CDS – Partido Popular          | 599   | 13,72 / 100,00  | 1,38 |
|                         | Bloco de Esquerda              | 453   | 10,37 / 100,00  | 1,33 |
|                         | Coligação Democrática Unitária | 296   | 6,78 / 100,00   | 0,01 |
|                         | Outros                         | 146   | 3,34 / 100,00   |      |
| Votos Inválidos         | Votos Inválidos                | 144   | 3,29 / 100,00   | 0,82 |
| Total                   | Total                          | 4 367 | 100,00 / 100,00 |      |
| Eleitorado/Participação | Eleitorado/Participação        | 6 799 | 64,23 / 100,00  | 1,39 |

#### Cruz Quebrada - Dafundo
| Partido                 | Partido                        | Votos | %               | +/-  |
| ----------------------- | ------------------------------ | ----- | --------------- | ---- |
|                         | Partido Socialista             | 1 377 | 40,61 / 100,00  | 6,63 |
|                         | Partido Social Democrata       | 756   | 22,29 / 100,00  | 1,73 |
|                         | Bloco de Esquerda              | 383   | 11,29 / 100,00  | 1,82 |
|                         | Coligação Democrática Unitária | 358   | 10,56 / 100,00  | 0,18 |
|                         | CDS – Partido Popular          | 294   | 8,67 / 100,00   | 1,08 |
|                         | PCTP/MRPP                      | 36    | 1,06 / 100,00   | 0,22 |
|                         | Outros                         | 91    | 2,68 / 100,00   |      |
| Votos Inválidos         | Votos Inválidos                | 96    | 2,83 / 100,00   | 0,13 |
| Total                   | Total                          | 3 391 | 100,00 / 100,00 |      |
| Eleitorado/Participação | Eleitorado/Participação        | 5 461 | 62,09 / 100,00  | 3,16 |

#### Linda-a-Velha
| Partido                 | Partido                        | Votos  | %               | +/-  |
| ----------------------- | ------------------------------ | ------ | --------------- | ---- |
|                         | Partido Socialista             | 4 458  | 35,72 / 100,00  | 7,11 |
|                         | Partido Social Democrata       | 3 577  | 28,66 / 100,00  | 2,11 |
|                         | CDS – Partido Popular          | 1 331  | 10,67 / 100,00  | 2,04 |
|                         | Bloco de Esquerda              | 1 331  | 10,67 / 100,00  | 0,65 |
|                         | Coligação Democrática Unitária | 968    | 7,76 / 100,00   | 0,76 |
|                         | Outros                         | 411    | 3,27 / 100,00   |      |
| Votos Inválidos         | Votos Inválidos                | 403    | 3,23 / 100,00   | 0,10 |
| Total                   | Total                          | 12 479 | 100,00 / 100,00 |      |
| Eleitorado/Participação | Eleitorado/Participação        | 18 608 | 67,06 / 100,00  | 2,18 |

#### Oeiras e São Julião da Barra
| Partido                 | Partido                        | Votos  | %               | +/-  |
| ----------------------- | ------------------------------ | ------ | --------------- | ---- |
|                         | Partido Social Democrata       | 6 829  | 33,75 / 100,00  | 4,06 |
|                         | Partido Socialista             | 6 353  | 31,40 / 100,00  | 5,47 |
|                         | CDS – Partido Popular          | 2 649  | 13,09 / 100,00  | 0,27 |
|                         | Bloco de Esquerda              | 2 019  | 9,98 / 100,00   | 0,57 |
|                         | Coligação Democrática Unitária | 1 141  | 5,64 / 100,00   | 0,11 |
|                         | Movimento Esperança Portugal   | 247    | 1,22 / 100,00   | Novo |
|                         | Outros                         | 388    | 1,90 / 100,00   |      |
| Votos Inválidos         | Votos Inválidos                | 609    | 3,01 / 100,00   | 0,72 |
| Total                   | Total                          | 20 235 | 100,00 / 100,00 |      |
| Eleitorado/Participação | Eleitorado/Participação        | 30 988 | 65,30 / 100,00  | 3,35 |

#### Paço de Arcos
| Partido                 | Partido                        | Votos  | %               | +/-  |
| ----------------------- | ------------------------------ | ------ | --------------- | ---- |
|                         | Partido Socialista             | 2 577  | 31,76 / 100,00  | 5,49 |
|                         | Partido Social Democrata       | 2 461  | 30,33 / 100,00  | 3,15 |
|                         | CDS – Partido Popular          | 1 038  | 12,79 / 100,00  | 0,82 |
|                         | Bloco de Esquerda              | 868    | 10,70 / 100,00  | 0,48 |
|                         | Coligação Democrática Unitária | 634    | 7,81 / 100,00   | 0,77 |
|                         | Outros                         | 284    | 3,51 / 100,00   |      |
| Votos Inválidos         | Votos Inválidos                | 252    | 3,11 / 100,00   | 0,23 |
| Total                   | Total                          | 8 114  | 100,00 / 100,00 |      |
| Eleitorado/Participação | Eleitorado/Participação        | 13 051 | 62,17 / 100,00  | 5,31 |

#### Porto Salvo
| Partido                 | Partido                        | Votos  | %               | +/-  |
| ----------------------- | ------------------------------ | ------ | --------------- | ---- |
|                         | Partido Socialista             | 2 729  | 39,43 / 100,00  | 9,07 |
|                         | Partido Social Democrata       | 1 356  | 19,59 / 100,00  | 0,84 |
|                         | Bloco de Esquerda              | 894    | 12,92 / 100,00  | 2,10 |
|                         | CDS – Partido Popular          | 748    | 10,81 / 100,00  | 5,14 |
|                         | Coligação Democrática Unitária | 699    | 10,10 / 100,00  | 0,31 |
|                         | Outros                         | 246    | 3,56 / 100,00   |      |
| Votos Inválidos         | Votos Inválidos                | 249    | 3,60 / 100,00   | 0,21 |
| Total                   | Total                          | 6 921  | 100,00 / 100,00 |      |
| Eleitorado/Participação | Eleitorado/Participação        | 11 311 | 61,19 / 100,00  | 7,66 |

#### Queijas
| Partido                 | Partido                        | Votos | %               | +/-  |
| ----------------------- | ------------------------------ | ----- | --------------- | ---- |
|                         | Partido Socialista             | 2 219 | 36,23 / 100,00  | 5,76 |
|                         | Partido Social Democrata       | 1 658 | 27,07 / 100,00  | 2,21 |
|                         | Bloco de Esquerda              | 645   | 10,53 / 100,00  | 0,29 |
|                         | CDS – Partido Popular          | 637   | 10,40 / 100,00  | 2,82 |
|                         | Coligação Democrática Unitária | 553   | 9,03 / 100,00   | 0,83 |
|                         | Outros                         | 206   | 3,36 / 100,00   |      |
| Votos Inválidos         | Votos Inválidos                | 206   | 3,36 / 100,00   | 0,06 |
| Total                   | Total                          | 6 124 | 100,00 / 100,00 |      |
| Eleitorado/Participação | Eleitorado/Participação        | 8 489 | 72,14 / 100,00  | 1,05 |